# Sarah Siddons
Sarah Siddons, geboren als Sarah Kemble, (Brecon, 5 juli 1755 – Londen, 8 juni 1831) was een Welshe actrice. Zij was de beroemdste tragedie-actrice van haar tijd (de 18e eeuw). Een van haar beroemdste rollen was die van Lady Macbeth in de tragedie Macbeth.
Ze was de oudste dochter van Roger Kemble, acteur en manager. Zij had vijf broers: John Philip Kemble, Charles Kemble, Stephen Kemble, Ann Hatton en Elizabeth Whitlock. 
Aan het begin van haar carrière, was acteren geen gerespecteerd beroep voor vrouwen. Om die reden waren haar ouders het niet eens met haar keuze.
In 1773 trouwde ze met de acteur William Siddons.
In 1774 kreeg Siddons haar eerste succes als "Belvidera" in "Venice Preserved", een toneelstuk van Thomas Otway. Haar voorstelling trok de aandacht van David Garrick en deze stuurde zijn assistent om naar haar te kijken als "Calista" in "The Fair Penitent", geschreven door Nicholas Rowe. Dientengevolge werd zij ingehuurd door het Drury Lane-theater.
Sarah Siddons nam afscheid van het theater in 1812. Ze bleef wel acteren bij speciale gelegenheden. Haar laatste optreden in het theater was op 9 juni 1819 als "Belvidera" in "Venice Preserved" door John Home.
Zij overleed op 8 juni 1831 in Londen.
- Bibsys: 90347322
- Bibliothèque nationale de France: cb12562314j (data)
- Gemeinsame Normdatei: 118797042
- International Standard Name Identifier: 0000 0000 6319 3111
- Library of Congress Control Number: n80001298
- Nationale Bibliotheek van Tsjechië: xx0001815
- Nationale bibliotheek van Australië: 35179728
- Nationale Bibliotheek van Israël: 987007585610505171
- Nationale Bibliotheek van Polen: a0000001693449
- Nederlandse Thesaurus van Auteursnamen: 159546303
- SNAC: w6dj5f9c
- Système universitaire de documentation: 034922377
- Trove: 854078
- Virtual International Authority File: 57410988
- WorldCat: E39PBJvXm3M8TJjJGT76C9Vgrq